# Nguyễn Ngọc Minh
Nguyễn Ngọc Minh (sinh ngày 10 tháng 9 năm 1917 tại làng Bình Đà, xã Bình Minh, huyện Thanh Oai, Hà Nội; mất năm 1989), là một chính khách, nhà giáo Việt Nam. Ông được cấp bằng tiến sĩ luật tại Pháp năm 1943.

## Quá trình công tác
25/3/1946-: Chủ nhiệm Pháp chế thuộc Bộ Quốc phòng.
1975-1978: Phó Chủ nhiệm Ủy ban Pháp chế của Chính phủ.
1978-1979: Quyền Chủ nhiệm Ủy ban Pháp chế của Chính phủ.
11/1979-10/1982: Hiệu trưởng Trường Đại học Pháp lý Hà Nội.

## Gia quyến
Ông có bốn người con: TS. Nguyễn Ngọc Quán (nguyên Vụ Trưởng Vụ Khoa học hợp tác kỹ thuật, Bộ Khoa học và Công nghệ Việt Nam), PGS.TS. Nguyễn Ngọc Long (nguyên Phó Hiệu trưởng Trường Đại học Khoa học Tự nhiên, Đại học Quốc gia Hà Nội), Thiếu tướng, PGS.TS. Nguyễn Ngọc Dương (nguyên Cục trưởng Cục Khoa học, Công nghệ và Môi trường, Bộ Quốc phòng) và con gái, NGƯT Nguyễn Thị Thanh Hương (Chủ tịch Hội đồng Quản trị Tổng Công ty Xuất nhập khẩu Mây tre Việt Nam).